# Cucullia argyrina
Cucullia argyrina là một loài bướm đêm trong họ Noctuidae.